# Sonata fortepianowa nr 23 Beethovena

Pierwsze takty Appassionaty

Sonata fortepianowa nr 23 f-moll op. 57 Ludwiga van Beethovena, znana jako "Appassionata" – obok sonat Waldsteinowskiej op. 53 i Les Adieux op. 81a najważniejsza sonata fortepianowa środkowego okresu twórczości tego kompozytora, a zarazem jedna z najsłynniejszych sonat w historii muzyki. Została skomponowana w latach 1803–05 (-06?) i dedykowana księciu Franzowi von Brunsvikowi. Pierwsze wydanie Sonaty miało miejsce w lutym 1807 r.

## Budowa utworu
Appassionata składa się z trzech części; część III następuje attacca, tj. bez przerwy po części poprzedzającej.
1. Allegro assai
2. Andante con moto
3. (attacca:) Allegro ma non troppo – Presto